# Mirpur
Mirpur est la capitale du district de Mirpur et est l'une des plus grandes villes de l'Azad Cachemire, au Pakistan. La ville elle-même est passée par un processus de modernisation, alors que le territoire l'environnant reste agricole. Mirpur est connu pour ses grands bâtiments et bâtisses, principalement financés par le biais de sa communauté d'expatriés, notamment au Royaume-Uni, mais aussi à Hong Kong, au Moyen-Orient et en Amérique du Nord.

## Démographie
Une partie importante de la population a migré vers le Royaume-Uni au milieu des années 1950 et au début des années 1960 – notamment vers le West Yorkshire de l'Ouest, Midlands de l'Est , Midlands de l'Ouest, Luton, Peterborough, Derby et l'Est de Londres. L'importance démographique des Mirpuris — qui se donnent l'appellation de British Kashmiris — au sein de la communauté britanno-pakistanaise est telle qu'ils constituent les trois-quarts de celle-ci,. 

## Géographie et climat
Mirpur est délimité au nord et à l'est par district de Kotli, à l'Ouest par le plateau Pothohar et au sud par le district de Bhimber.
Mirpur est le grenier du Azad Cachemire et a un climat similaire aux régions voisines, le plateau Potohar et la région du Punjab.
Comme elle est située à l'extrême sud de l'État Jammu-et-Cachemire, le climat est chaud et sec durant l'été. La plupart de ses paysages broussailleux, s'étendant de Bhimber à Dadyal, sont stériles – laissant seulement une bande de terre fertile, avec des terres très productives autour des étendues d'eau de Mangla.

## Tourisme
Le gouvernement du Azad Cachemire accorde une attention particulière au tourisme : construction de nouveaux parcs d'attractions, résidences de vacances, hôtels, rénovation de vieux forts. Principaux lieux :
- Monument Basharat Shaheed
- Parc Bhutto
- Barrage Jari Kas
- Jatlan Head
- Khari Sharif Darbar
- Pir Sayed Naik Alam Shah Darbar - Syed Naik Alam Shah Road - Sangot
- Barrage de Mangla
- Mangla : fort & Musée
- Club nautique de Mangla
- Parc Mirpur
- Temple Ragu Nath
- Fort Ramkot Fort
- Temple Shivala
- Vieux Mirpur